# Флаг Луизианы
Флаг Луизиа́ны (англ. Flag of Louisiana) — один из государственных символов американского штата Луизиана.
Флаг представляет собой прямоугольное полотнище синего цвета в центре которого изображено птичье гнездо, внутри которого пеликан кормит кровью своих птенцов. Ниже изображена лента с надписью Union, Justice, and Confidence (с англ. — «Союз, справедливость и вера» — девиз штата).
В течение XIX века пеликан на печати штата традиционно изображался с тремя каплями крови на груди. Однако в более поздние годы эта традиция нарушилась, как на принятом в 1912 году флаге, так и на печати штата. После того, как восьмиклассник из средней католической школы в Хуме обратил на это внимание законодателей штата, они в 2006 году соответственно изменили описание флага и печати штата.

## Предыдущие флаги
До 1861 года, штат Луизиана не имел никакого официального флага, однако часто использовался флаг, подобный нынешнему.
В январе 1861 года, после выхода из состава Союза и перед вступлением в Конфедерацию, штат Луизиана использовал неофициальный флаг, основанный на флаге Франции.
В феврале 1861 года, штат Луизиана официально принял флаг с тринадцатью красными, белыми и синими горизонтальными полосами и с одной жёлтой звездой в красном крыже. Флаг использовался во время Гражданской войны в США. Наравне с ним неофициально использовались предыдущие флаги.

—
—
—

- январь 1861 — 11 февраля 1861
- 11 февраля 1861 — 28 апреля 1862
- 1 июля 1912 — 25 мая 2006